# Nižný Čaj
Nižný Čaj – wieś (obec) na Słowacji położona w kraju koszyckim, w powiecie Koszyce-okolice. Pierwsze wzmianki o miejscowości pochodzą z roku 1335. 
Według danych z dnia 31 grudnia 2012, wieś zamieszkiwało 279 osób, w tym 142 kobiety i 137 mężczyzn.
W 2001 roku pod względem narodowości i przynależności etnicznej miejscowość zamieszkiwali wyłącznie Słowacy.
Ze względu na wyznawaną religię struktura mieszkańców kształtowała się w 2001 roku następująco:
- Katolicy rzymscy – 71,92%
- Grekokatolicy – 2,31%
- Ewangelicy – 5%
- Ateiści – 0,77%
- Nie podano – 1,92%